# Roseau
Roseau (pronunciado em inglês: [ɹoʊˈzoʊ]; pronunciado originalmente em francês: [ʁɔ.zo]) é a capital e maior cidade da Dominica, localizada na paróquia de Saint George. É a cidade mais antiga e importante do país. Segundo o censo de 2007 tem uma população de 16 582 habitantes.

## História
A cidade de Roseau foi construída sobre um antigo assentamento caribenho chamado Saïri. Pensam que a ilha foi descoberta por Cristóvão Colombo, mas os primeiros europeus a colonizar a ilha foram os franceses. No século XVII chegaram lenhadores franceses que rebatizaram o lugar com o nome de Roseau devido ao grande número de canas que havia nas margens do rio, também chamado Roseau. Em francês, Roseau significa cana. A nova colônia logo teria sua própria igreja em 1730, o que hoje é a catedral católica.

## Geografia

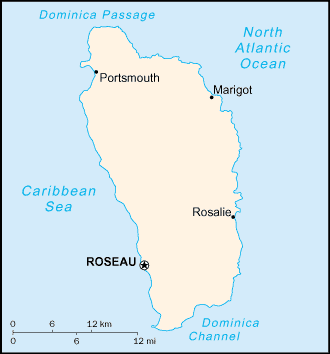
Localização de Roseau na ilha de Dominica.

Roseau se encontra na Paróquia de Saint George. a mais povoada do país, e da qual também é a capital. Localizada a 15° 18′ N, 61° 23′ O, se encontra na costa sudoeste do país. A cidade está banhada pelo Mar do Caribe, o que lhe permite dispor de um importante porto, tanto para as transações comerciais como para a chegada de cruzeiros turísticos. Está rodeada do mar do Caribe e a elevação de Morne Bruce, de onde se pode ter uma vista panorâmica da cidade. Roseau está situada na desembocadura do Rio Roseau o rio da Rainha (Queen's), que cruza a cidade, sendo um dos rios mais grandes que cruzam as capitais dos estados caribenhos.

## Bairros
A Cidade de Roseau conta com 13 bairros:
- Bath Estate
- Belle Vue Rawle
- Castle Comfort
- Copthall
- Elmshall
- Fond Colé
- Goodwill
- Kings Hill
- Newtown (
- Potters Ville
- Stock Farm
- Tarish Pit
- Yam Piece

### Clima
| Dados climatológicos para Roseau | Dados climatológicos para Roseau | Dados climatológicos para Roseau | Dados climatológicos para Roseau | Dados climatológicos para Roseau | Dados climatológicos para Roseau | Dados climatológicos para Roseau | Dados climatológicos para Roseau | Dados climatológicos para Roseau | Dados climatológicos para Roseau | Dados climatológicos para Roseau | Dados climatológicos para Roseau | Dados climatológicos para Roseau | Dados climatológicos para Roseau |
| Mês                              | Jan                              | Fev                              | Mar                              | Abr                              | Mai                              | Jun                              | Jul                              | Ago                              | Set                              | Out                              | Nov                              | Dez                              | Ano                              |
| -------------------------------- | -------------------------------- | -------------------------------- | -------------------------------- | -------------------------------- | -------------------------------- | -------------------------------- | -------------------------------- | -------------------------------- | -------------------------------- | -------------------------------- | -------------------------------- | -------------------------------- | -------------------------------- |
| Temperatura máxima recorde (°C)  | 33                               | 34                               | 36                               | 36                               | 36                               | 36                               | 35                               | 35                               | 35                               | 37                               | 35                               | 34                               | 37                               |
| Temperatura máxima média (°C)    | 28,0                             | 28,0                             | 28,4                             | 29,1                             | 29,6                             | 30,1                             | 30,2                             | 30,5                             | 30,4                             | 29,0                             | 29,6                             | 28,6                             | 29,3                             |
| Temperatura média (°C)           | 24,9                             | 24,8                             | 25,1                             | 25,8                             | 26,6                             | 27,3                             | 27,4                             | 27,4                             | 27,1                             | 26,1                             | 26,2                             | 25,4                             | 26,2                             |
| Temperatura mínima média (°C)    | 21,8                             | 21,6                             | 21,8                             | 22,5                             | 23,7                             | 24,5                             | 24,6                             | 24,3                             | 23,8                             | 23,2                             | 22,8                             | 22,2                             | 23,1                             |
| Temperatura mínima recorde (°C)  | 16                               | 17                               | 17                               | 18                               | 19                               | 20                               | 21                               | 21                               | 20                               | 18                               | 18                               | 17                               | 16                               |
| Precipitação (mm)                | 159                              | 107                              | 135                              | 122                              | 220                              | 162                              | 181                              | 243                              | 298                              | 334                              | 374                              | 240                              | 2 575                            |
| Umidade relativa (%)             | 71                               | 68                               | 65                               | 64                               | 64                               | 67                               | 72                               | 73                               | 71                               | 73                               | 74                               | 72                               | 70                               |
| Insolação (h)                    | 198,9                            | 200,6                            | 227,3                            | 244,9                            | 243,2                            | 227,7                            | 231,2                            | 240,4                            | 212,2                            | 219,5                            | 194,0                            | 189,5                            | 2 629,4                          |
| Fonte: NOAA                      |                                  |                                  |                                  |                                  |                                  |                                  |                                  |                                  |                                  |                                  |                                  |                                  |                                  |
| Fonte 2: BBC Weather             |                                  |                                  |                                  |                                  |                                  |                                  |                                  |                                  |                                  |                                  |                                  |                                  |                                  |

## Economia
Roseau exporta produtos tropicais como limão, suco de limão, óleos , frutas e verduras tropicais, laranjas, cacau, e copra. A cidade é o principal centro comercial e turístico do país. Nela se encontram a maioria das principais empresas e agências do país, sendo a sede de numerosas empresas de turismo, e do setor terciário em geral. Também serve de base para a rodagem de filmes nos numerosos cenários naturais que conta a ilha.
A maioría das entidades bancárias presentes em Dominica tem sua sede em Roseau. Assim, em Roseau se encontra a sede do Banco Nacional de Dominica, primeiro banco de Dominica. 

## Monumentos e atrações turísticas
Roseau é o principal centro de turismo do país. A cidade conta com praias de areia negra de origem vulcanica como uma de suas maiores atrações turísticas.
Os edificios religiosos mais representativos são:
- o templo da Igreja Anglicana de St. George's.
- A Catedral católica de Roseau, construida sobre uma colina com pedra vulcanica, sede da diocese.

Quanto as zonas verdes ou ajardinadas destacam os Jardins Botânicos e os jardins da State House, sendo Roseau um caso excepcional neste sentido. 
- Outro dos edificios mais importantes, não só de Roseau mas de toda Dominica é o Fort Young Hotel. Se trata de um hotel em que se realizam diversas atividades culturais situado no que foi um forte francês de 1720. O forte foi tomado pelos britânicos em 1761 e servía para proteger as embarcações. Tem seu nome em homenagem a sir William Young, governador de Dominica entre 1770 e 1773

Nas proximidades da cidade se localizam fontes termais.
Numerosos turistas vão a Roseau em busca de um bom lugar para pescar ou contemplar cachalotes

### Transporte
A cidade conta com numerosas empresas de aluguel de veículos e taxis, e com um serviço de ônibus que conectam a cidade com o resto da ilha.

## Arte e cultura

### Celebrações e acontecimentos
Em Roseau se celebram vários festivais, alguns deles compartilhados com o resto do país, outros exclusivos da cidade. Entre eles destacam o Festival mundial de música crioula de Dominica (Dominica's World Creole Music Festival), celebrado anualmente no país.

### Museus
O Museu da Dominica (Dominica Museum), situado na antiga oficina de correios e junto ao Old Market, o antigo mercado de escravos, onde se mostra história e a vida na ilha desde o período colonial até a atualidade, assim como a história geológica da ilha, e o Victoria Memorial Museum, são as principais ofertas culturais da cidade. 

### Desportos
Em Roseau se celebram os acontecimentos desportivos mais importantes do país. Assim, a Seleção de futebol da Dominica disputa suas partidas como local no estádio de Windsor Park, com capacidade para 6.000 espectadores. Um dos principais esportes, o cricket, conta com um terreno de jogo nos Jardins Botânicos, sendo este um dos principais do país.

### Educação
A Universidade das Indias Ocidentais (The University of the West Indies) tem um centro em Roseau, o The Dominica University Centre.

### Religião
A população de Roseau é maioriamente cristã e na cidade convivem tanto católicos, como anglicanos e metodistas. Roseau é a sede da Diocese de Roseau, que engloba toda Dominica mais as ilhas cercanas de Montserrat, Antígua, Ilha de São Cristóvão, entre outras. 